# Ујарски рејон
Ујарски рејон (рус. Уя́рский район) је општински рејон у централном делу Краснојарске Покрајине, Руске Федерације.
Административни центар рејона је град Ујар (рус. Уяр). Налази се на удаљености 132 км источно од Краснојарска.
Рејон је формирана 4. априла 1924. године. У рејону преовладава пољопривредна производња. Због свог пољопривредног карактера, демографија рејона бележи константно опадање броја становника. Рејон је 1959. имао 42.025 становника, да би на задњем попису становништа, тај број износио свега 21.347 људи.
Суседни територије рејона су:
- север: Сухобузимски рејон;
- исток: Рибински рејон;
- југ: Партизански рејон;
- запад: Мански и Бјерјозовски рејон.

Укупна површина рејона је 2.197 km².
Укупан број становника рејона је 21.347 (2014).